# Балейлаг
Балейлаг (рос. БАЛЕЙСКИЙ ИТЛ, Балейлаг, Балейский ИТЛ и Тасеевское строительство) — підрозділ в системі ГУЛАГ, оперативне керування якого здійснювало спочатку Спеціальне головне управління Главспеццветмета (СГУ). Організований у 1947 році. Управління табору розміщувалося в місті Балей, Читинська область. Зі складу Балейського ВТТ 10.03.48 виділено самостійне Дарасунське ТВ;
23.05.51 у ВТТ влито Тасєєвський ВТТ (Організований  28.09.50; злитий з Балейським ВТТ з утворенням Упр. Балейського ВТТ і Тасєєвського буд-ва).
Закритий 29.04.53.

## Виконувані роботи
- обслуговування комб. «Дарасунзолото» (до 10.03.48) і «Балейзолото» Главспеццветмета МВС,
- Тасєєвське будівництво (з 23.05.51),
- шахтні, підсобні с/г роботи, лісозаготівлі та сплав,
- Проектні роботи у філії інституту «Гіпрозолото» з 01.07.52,
- будівництво дослідної золотовидобувної фабрики.

## Чисельність ув'язнених
- 01.08.47 — 2285,
- 01.01.48 — 4142,
- 01.01.49 — 4000;
- 10.04.52 — 2556;
- 15.04.53 — 2679